# Balthazar Lieutaud
Pour les articles homonymes, voir Lieutaud.
Balthazar Lieutaud (né vers 1720 et mort le 10 mai 1780) était un maître ébéniste issu d'une longue tradition familiale. Reçu maître le 20 mars 1749, il se spécialisa dans les coffres de pendules de parquet ou régulateurs et dans les gaines de cartels, somptueusement ornés, mais réalisa aussi quelques pièces de mobilier de luxe. Fournisseur de la cour royale et des grands de l'époque, il a notamment collaboré avec les horlogers Ferdinand Berthoud et Jean-Joseph Lieutaud (son cousin semble-t-il), et le bronzier Philippe Caffieri.